# Campaea honorifica
Campaea honorifica är en fjärilsart som beskrevs av Eugen Johann Christoph Esper 1801. Campaea honorifica ingår i släktet Campaea och familjen mätare. Inga underarter finns listade i Catalogue of Life.